# غول‌های نفتی

غول‌های نفتی

سوپرمیجر، (به انگلیسی: Supermajor) به پنج یا شش شرکت بزرگ نفتی جهان، اطلاق می‌گردد. این شرکت‌ها عبارتند از : 
- بی‌پی
- شورون
- اکسون‌موبیل
- شل
- توتال
- کونوکو فیلیپس[۲]

این فهرست گاهی از ۵ شرکت تشکیل می‌شود و گروهی نیز کمپانی کونوکو فیلیپس را به این فهرست اضافه می‌کنند و این شرکت را نیز به عنوان بخشی از این گروه می‌دانند.

## تاریخچه
تاریخچه سوپرمیجر، به فهرستی بنام هفت خواهران نفتی باز می‌گردد. هفت خواهران نفتی به هفت شرکت نفتی گفته می‌شد، که کنسرسیوم مشترکی بنام کنسرسیوم ایران را تشکیل دادند.
این کارتل از اواسط دهه ۱۹۴۰ میلادی تا دهه ۱۹۷۰ میلادی صنعت نفت را، در تمامی کشورهای دنیا، در اختیار داشت. 

## هفت خواهران نفتی
۷ کمپانی تشکیل‌دهنده کارتل هفت خواهران نفتی عبارت بودند از: 
- شرکت نفت ایران و انگلیس (اکنون بی‌پی)
- گلف اویل
- استاندارد اویل کالیفرنیا (اکنون شورون)
- تکزاکو
- شل
- استاندارد اویل نیوجرسی (اکسون)
- استاندارد اویل نیویورک (سوکونی) (اکنون موبیل) 

تا پیش از آغاز بحران نفتی در سال ۱۹۷۳ اعضای هفت خواهران نفتی، کنترل حدود ۸۵٪ درصد از ذخایر نفتی جهان را در اختیار داشتند. 

## ظهور سوپرمیجر
سوپرمیجر در اواخر دهه ۱۹۹۰ میلادی، در پاسخ به کاهش شدید قیمت نفت شروع به ظهور نمود. شرکت‌های بزرگ نفتی اغلب در تلاش برای بهبود وضع اقتصادی کمپانی، شروع به ادغام شدن نمودند، زیرا برای ایستادگی در برابر نوسانات قیمت نفت و کاهش ذخایر نقدی، تنها راه را، در سرمایه‌گذاری مجدد می‌دانستند...
این جابجایی‌ها و ادغام شرکت‌های بزرگ نفت و گاز، بین سال‌های ۱۹۹۸ تا ۲۰۰۲ صورت گرفت : 
- بی‌پی در سال ۱۹۹۸ آموکو را بدست آورد، سپس آرکو را نیز در سال ۲۰۰۰ خریداری نمود.
- اکسون و موبیل در سال ۱۹۹۹ ادغام شدند و اکسون‌موبیل را تشکیل دادند.
- توتال در سال ۱۹۹۹ با پتروفینا و در سال ۲۰۰۰ با الف اکیتین ادغام شد.
- شورون در سال ۲۰۰۱ تکزاکو را خریداری نمود، سپس دو کمپانی با هم ادغام شدند. این شرکت همچنین دو کمپانی گلف اویل و یونوکال را نیز خریداری و در خود ادغام نمود.
- ادغام شرکت‌های کونوکو و شرکت نفت فیلیپس در سال ۲۰۰۲ و تشکیل کونوکو فیلیپس.

این فرایند، به تثبیت و ایجاد برخی از بزرگترین شرکت‌ها، در سطح جهانی انجامید. با توجه به رتبه‌بندی فوربز جهانی ۲۰۰۰ از سال ۲۰۰۷ تا به حال، شرکت‌های مورد نظر در میان ۲۵ شرکت اول این لیست قرار داشتند. بین سال‌های ۲۰۰۴ تا ۲۰۰۷، سود حاصل از شش کمپانی سوپرمیجر، بالغ بر ۴۹۴،۸ میلیارد دلار برآورد شده‌است. 

## ترکیب و وضع موجود
در دوره‌های زمانی، کمپانی‌های نفتی مختلفی در فهرست سوپرمیجر قرار گرفته‌اند، اما اکنون سوپرمیجر، از شرکت‌های زیر تشکیل می‌شود : 
- بی‌پی (بریتانیا)
- شورون (ایالات متحده آمریکا)
- اکسون‌موبیل (ایالات متحده آمریکا)
- شل (هلند و بریتانیا)
- توتال (فرانسه)

شرکت کونوکو فیلیپس (ایالات متحده آمریکا) نیز، گاهی به این گروه اضافه می‌شود. در سال ۲۰۱۱ اکسون‌موبیل برای نخستین بار، در فهرست سوپرمیجر در رتبه اول قرار گرفت. این رتبه‌بندی براساس مجموع کل دارایی‌ها، جریان نقدی و میزان سود سالیانه این شرکت‌ها، تعیین می‌گردد. 

## هفت خواهران نفتی جدید
سوپرمیجر اکنون، کنترل حدود ۶٪ درصد از ذخایر نفت و گاز جهانی را در اختیار دارد. در مقابل، ۸۸٪ درصد از ذخایر جهانی نفت و گاز توسط اوپک، کمپانی‌ها، کارتل‌ها و شرکت‌های نفتی دولتی، کنترل می‌شود که عمدتاً در خاورمیانه قرار دارند. 
در پی افزایش نفوذ شرکت‌های عضو اوپک، که عمدتاً از شرکت‌های نفتی دولتی، تشکیل شده‌است، فایننشیال تایمز فهرستی بنام "هفت خواهران نفتی جدید" را منتشر نمود. این کمپانی‌ها عبارتند از :
- شرکت ملی نفت چین (چین)
- گازپروم (روسیه)
- شرکت ملی نفت ایران (ایران)
- پتروبراس (برزیل)
- پترولئوس دی ونزوئلا (ونزوئلا)
- پتروناس (مالزی)
- سعودی آرامکو (عربستان سعودی)[۱۰]